# زاجکان علیا
زاجکان علیا، روستایی از توابع بخش طارم سفلی شهرستان قزوین در استان قزوین ایران است.
زاجکان یا به زبان محلی زکان به محلی گفته می‌شود که در آنجا معادن زاج یا آلونیت واقع شده است. 
در گذشته به عنوان ماده اولیه تولید زاج مورد استفاده قرار گرفته است.
کوههای منطقه زاجکان غنی از آلونیت هستند که در حال حاضر مورد بهره‌برداری قرار نمی‌گیرند. 
یکی از بهترین معادن سرب و روی منطقه در زاجکان واقع است. این معدن در گذشته به صورت زیرزمینی و با امکانات بسیار محدود اما کاملا سیستماتیک مورد استخراج واقعا شده است این معدن در منطقه کوهستانی و سخت واقع شده است که ۵ ماه از سال به شدت سرد و برفی است.

## جمعیت
این روستا در دهستان کوهگیر قرار دارد و براساس سرشماری مرکز آمار ایران در سال ۱۳۹۵ جمعیت آن ۶۲ خانوار بوده‌است.
محصولات
گردو
زغال اخته
آلبالو
گیلاس